# Западен фронт (Първа световна война)
Западен фронт е наименованието на един от главните театри на военни действия през Първата световна война, образуван след окупирането от германската армия на Люксембург и нахлуването ѝ в Белгия в началото на август 1914 година. Решителният успех на немците в пограничните боеве над белгийски, френски и британски войски им позволява да пренесат военните действия на френска територия и да заемат важните промишлени райони на Североизточна Франция.
В сражението на река Марна през септември 1914 г. съглашенците успяват не само да прекратят устрема на германските войски, но и да ги принудят за първи път да осъществят общо отстъпление. Макар и претърпели значителен неуспех германските армии се отдръпват неразбити и заемат предварително избрани и снабдени с непрекъснати линия от укрепления позиции по река Ена, където на свой ред спират франко-английските сили и ги принуждават да се окопаят на срещуположния бряг на реката. Достигайки до безизходица, двете страни започват поредица от опити да заобиколят западния фланг на противника, която се характеризира с преминаването на инициативата ту в ръцете на съглашенците, ту в ръцете на германците. Тази своеобразна надпревара към морето завършва към края на месец октомври със създаването на една непрекъсната укрепена бойна линия с дължина над 600 километра от Северно море до Швейцария. Това дава началото на позиционната война, която, с малки изключения, властва на Западния фронт до самия край на Първата световна война.
От 1915 до 1917 година на Западния фронт се провеждат редица значими офанзиви, характеризиращи се с широката употреба на тежка артилерия и масовите пехотни атаки. Всички те постигат неуспехи в лицето на добре укрепените противникови системи от полеви укрепления, снабдени с широки пояси от бодлива тел, многобройни картечни гнезда и артилерия, които нанасят тежки загуби на атакуващите. Опитите да се достигне до решителен пробив в неприятелските линии е съпроводено и със засилена употреба на редица иновативни оръжия като отровния газ, танковете и самолетите.
През 1918 г. този фронт се оказва решаващ за капитулацията на Германия, която е принудена да се признае за победена след неуспеха на последната своя голяма офанзива през пролетта на същата година и последвалото я успешно контранастъпление на съюзническите войски.